# Anastasija Bodnaruk
Anastasija Michajlovna Bodnaruk (in russo Анастасия Михайловна Боднарук?, conosciuta anche con la traslitterazione anglosassone Anastasia Bodnaruk,; 30 marzo 1992) è una scacchista russa, maestro internazionale.
Ha vinto una medaglia d'argento individuale alle Olimpiadi degli scacchi, ha partecipato due volte al Campionato del mondo femminile (2012 e 2018) e alla Coppa del Mondo femminile nel 2021.

## Carriera
Si fa notare in ambito giovanile, vincendo la sezione under 12 femminile del Campionato europeo giovanile di Budua del 2003, vincendo in tutti i nove turni di gioco. Nell'edizione successiva di Ürgüp non riesce a bissare il successo, ma arriverà seconda nella stessa sezione del torneo giovanile, lo stesso risultato che otterrà anche al campionato del mondo giovanile di Chersonissos, nel quale viene preceduta di un punto dalla polacca Klaudia Kulon (8,5 contro 9,5). Nel 2005 arriva al terzo posto nella categoria under 14 femminile del mondiale giovanile di Belfort, arrivando a pari punti (nove su undici) con l'ucraina Marija Muzyčuk e la russa-bielorussa Alena Tairava (Elena Tairova), ma con un peggior spareggio tecnico.
Nel 2010 in settembre prende parte alle Olimpiadi di Chanty-Mansijsk in quarta scacchiera con la Russia B, ottenendo con sette punti su otto partite disputate il secondo posto di scacchiera del torneo e la medaglia d'argento.
Nel 2012 in novembre partecipa al Mondiale a eliminazione diretta di Chanty-Mansijsk, uscendo al primo turno, battuta dalla georgiana Lela Javakhishvili agli spareggi rapid (3,5 a 2,5).
Nel 2023 vince il Mondiale Rapid femminile di Samarcanda, vincendo lo spareggio contro il grande maestro indiano Humpy Koneru. Le due giocatrici avevano concluso il torneo con il punteggio di 8,5 su 11.